# Consoude
 (mai 2025).
La mise en forme du texte ne suit pas les recommandations de Wikipédia : il faut le « wikifier ».
Les points d'amélioration suivants sont les cas les plus fréquents. Le détail des points à revoir est peut-être précisé sur la page de discussion.
- Les titres sont pré-formatés par le logiciel. Ils ne sont ni en capitales, ni en gras.
- Le texte ne doit pas être écrit en capitales (les noms de famille non plus), ni en gras, ni en italique, ni en « petit »…
- Le gras n'est utilisé que pour surligner le titre de l'article dans l'introduction, une seule fois.
- L'italique est rarement utilisé : mots en langue étrangère, titres d'œuvres, noms de bateaux, etc.
- Les citations ne sont pas en italique mais en corps de texte normal. Elles sont entourées par des guillemets français : « et ».
- Les listes à puces sont à éviter, des paragraphes rédigés étant largement préférés. Les tableaux sont à réserver à la présentation de données structurées (résultats, etc.).
- Les appels de note de bas de page (petits chiffres en exposant, introduits par l'outil «  Source ») sont à placer entre la fin de phrase et le point final[comme ça].
- Les liens internes (vers d'autres articles de Wikipédia) sont à choisir avec parcimonie. Créez des liens vers des articles approfondissant le sujet. Les termes génériques sans rapport avec le sujet sont à éviter, ainsi que les répétitions de liens vers un même terme.
- Les liens externes sont à placer uniquement dans une section « Liens externes », à la fin de l'article. Ces liens sont à choisir avec parcimonie suivant les règles définies. Si un lien sert de source à l'article, son insertion dans le texte est à faire par les notes de bas de page.
- La présentation des références doit suivre les conventions bibliographiques. Il est recommandé d'utiliser les modèles {{Ouvrage}}, {{Chapitre}}, {{Article}}, {{Lien web}} et/ou {{Bibliographie}}. Le mode d'édition visuel peut mettre en forme automatiquement les références.
- Insérer une infobox (cadre d'informations à droite) n'est pas obligatoire pour parachever la mise en page.

Pour une aide détaillée, merci de consulter Aide:Wikification.
Si vous pensez que ces points ont été résolus, vous pouvez retirer ce bandeau et améliorer la mise en forme d'un autre article.
Symphytum
Pour les différentes consoudes médicinales, voir Consoude (plante médicinale).
Genre
Synonymes
- Procopiana Gusul.[1]
- Procopiania Gusul.[1]
- genre × Procopiphytum Pawł.[1]

Les Consoudes sont des plantes appartenant au genre Symphytum de la famille des boraginacées (bourrache, myosotis). Ce sont des plantes herbacées vivaces formant d'importantes colonies qui affectionnent principalement les lieux humides comme les prés humides, les fossés ou encore le bord des eaux. Elles sont natives de l'Europe ou de l'ouest de l'Asie (Arménie,Turquie, Hongrie, Caucase, Géorgie, Iran).

## Étymologie
Le nom de la famille boraginaceae vient de la bourrache, qui est l'espèce de référence de la famille.
Le genre Symphytum est issu du grec Symphyse qui se traduit par union, cohésion. Symphytum peut ainsi se traduire par cicatrisant lorsqu'il est utilisé en rapport à une blessure.
Le nom vernaculaire vient du bas latin Consolida (issu de consolido, « consolider », par allusion aux vertus médicinales de la plante, longtemps utilisée pour accélérer la consolidation des fractures), qui au fil du temps s'est transformé en Consoude.
Le terme peut désigner aussi d'autres plantes en dehors du genre Symphytum.

## Histoire

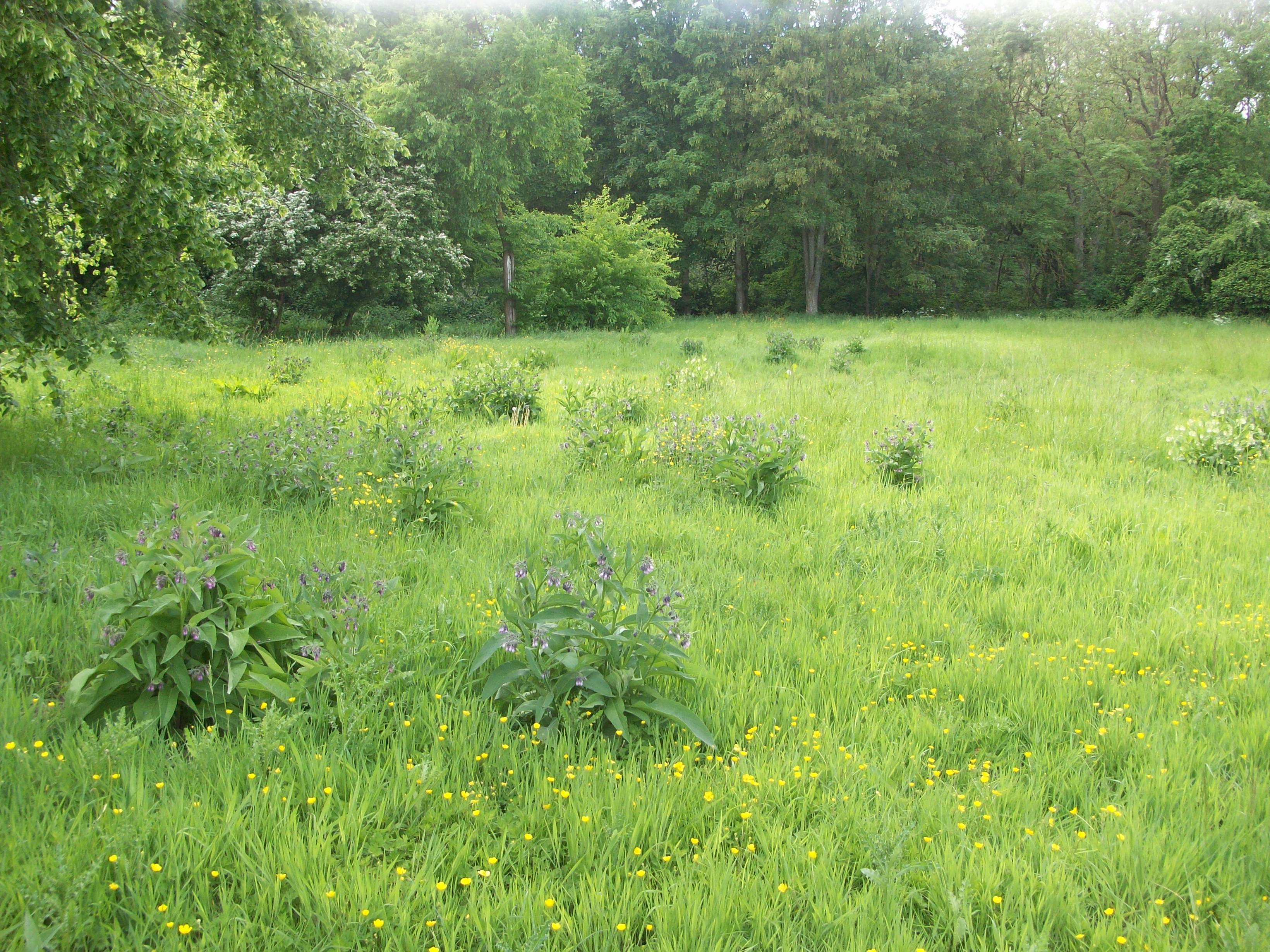
Consoudes dans une prairie.

Connues depuis l'antiquité comme plantes médicinales, les consoudes ont été propagées le long des grandes routes européennes par les pèlerins et les gens du voyage. En vogue au XIXe siècle en Angleterre, elles ont connu un engouement depuis les années 1960 aux États-Unis et ailleurs pour leur intérêt thérapeutique et pour le jardin. Enfin, les horticulteurs ont développé des variétés ornementales dans le but d'obtenir des effets de massifs intéressants. On peut donc rencontrer les consoudes dans la nature, mais aussi dans les jardins, près des habitations, échappées des cultures ou au bord des chemins.

## Description générale

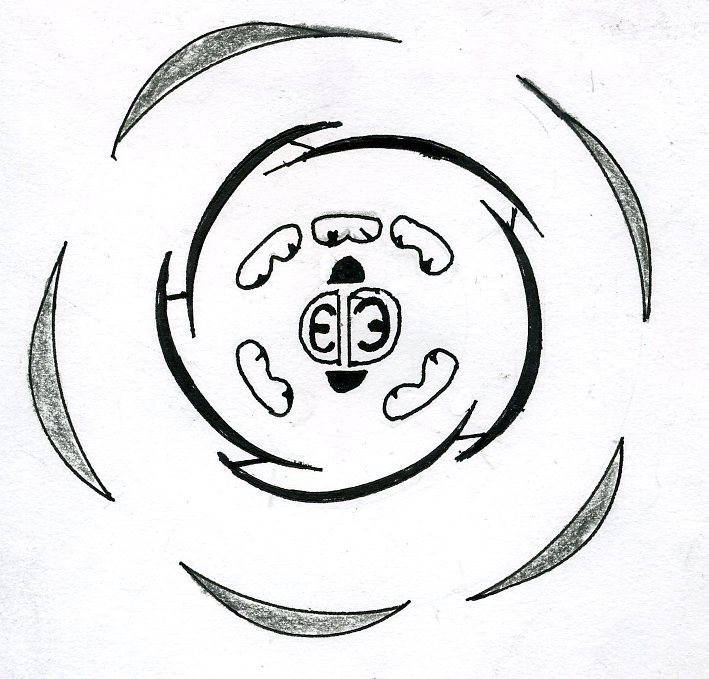
Diagramme floral du genre Symphytum.

Les feuilles alternes sont épaisses, granuleuses et rudes au toucher en raison de la présence de poils rudes, soutenues par un solide pétiole. Ovales-lancéolées, elles sont effilées et aiguës au sommet.
Les racines généralement charnues sont, suivant l'âge, brunes à noires à l'extérieur et blanches à l'intérieur. Certaines variétés possèdent des racines dont la taille peut atteindre 180 cm.
Au milieu de la touffe de feuilles émergent des tiges florifères garnies de clochettes de couleur variable suivant les variétés (violet pâle, fuschia, rose pâle, blanc, crème, jaune, bleu). Les tiges rameuses dès la base sont hérissée de trichomes et sont souvent ailées (les ailes des pétioles se prolongeant le long de la tige).
Les fleurs sont groupées en cyme scorpioïde au sommet des rameaux. La corolle en tube élargi en cloche à son extrémité, est formée par 5 pétales soudés ensemble. Les sépales et les étamines sont également au nombre de 5. L'ovaire supère, constitué de deux carpelles donnant quatre loges uniovulées, se transforme en fruit sec indéhiscent, de type akène, consistant en quatre nucules qui se séparent tardivement.
Les boutons floraux enroulés en spirale se déroulent et changent souvent de couleur au fur et à mesure de leur épanouissement, à l'usage des insectes pollinisateurs. De même, l'extrémité de la corolle est davantage colorée, comme pour indiquer l'entrée. Les fleurs sont en effet très mellifères, bien que tous les insectes ne soient pas capables de la polliniser. Ils doivent forcer un double fond dans la corolle avant de pouvoir atteindre le nectar. Il n'est pas rare de voir les bourdons grignoter la paroi par l'extérieur avec leurs mandibules, offrant ainsi le passage à d'autres insectes attirés par le puissant parfum d'eux seuls perceptible… Ceci explique que parfois les graines (nucules) ne soient pas très nombreuses. Les graines n'apparaissent que rarement sur les variétés hybrides (stérilité ou difficulté de pollinisation ?)

## Classification
Le genre Symphytum a été décrit en 1753 par le naturaliste suédois Carl von Linné (1707-1778). L'espèce type étant Symphytum officinale L. (1753), autrement dit la Consoude officinale, ou Grande consoude.
Dans la classification phylogénétique APG III (2009), de même que dans la classification classique de Cronquist (1981), le genre Symphytum est assigné à la famille des Boraginaceae.
Les classifications sont susceptibles de se modifier au fur et à mesure des investigations scientifiques modernes. Par ailleurs, la variété des consoudes et des nombreuses hybridations possibles rallongent régulièrement la liste des variétés créées par les obtenteurs horticoles.

### Liste d'espèces
Selon GRIN (20 avril 2017) :
- Symphytum asperum Lepech.
- Symphytum caucasicum M. Bieb.
- Symphytum grandiflorum A. DC.
- Symphytum ibericum Steven
- Symphytum officinale L.
- Symphytum orientale L.
- Symphytum peregrinum Ledeb.
- Symphytum tuberosum L.
- Symphytum × uplandicum Nyman

Selon The Plant List (20 avril 2017) :
- Symphytum abchasicum Trautv.
- Symphytum asperrimum Donn ex Sims
- Symphytum asperum Lepech.
- Symphytum bulbosum K.F.Schimp.
- Symphytum caucasicum M.Bieb.
- Symphytum circinale Runemark
- Symphytum cordatum Waldst. & Kit ex Willd.
- Symphytum creticum (Willd.) Runemark
- Symphytum cycladense Pawł.
- Symphytum davisii Wickens
- Symphytum floribundum Shuttlew. ex Buckn.
- Symphytum gussonei F.W.Schultz
- Symphytum ibiricum Steven
- Symphytum insulare (Pawł.) Greuter & Burdet
- Symphytum naxicola Pawł.
- Symphytum officinale L.
- Symphytum orientale L.
- Symphytum ottomanum Friv.
- Symphytum tauricum Willd.
- Symphytum tuberosum L.
- Symphytum uplandicum Nyman

### Principales espèces et variétés
La distinction des variétés a été historiquement confuse, et cette confusion se poursuit toujours. Des variances de couleur (entre autres) sont observées pour la consoude officinale et par conséquent les consoudes de Russie hybrides. Les feuilles sans pétioles se prolongent parfois sur la tige sous forme d'ailes, ce qui est un des caractères permettant une différenciation.
La couleur de la corolle n'est pas forcément déterminante de la variété, mais plutôt sa forme ou sa taille, qui varie très légèrement. La Consoude de Russie hybride a une corolle plus longue que la consoude officinale. L'ouverture de la corolle est plus étroite pour l'officinale ainsi que l'hybride, ce qui n'est pas le cas de certaines autres variétés. La plupart du temps, on risque de trouver soit l'une ou l'autre de ces deux variétés. Le plus simple pour les distinguer est de regarder les ovaires des fleurs fanées. S'ils sont desséchés, ils sont sans doute stériles, et donc la variété est probablement hybride. S'ils sont pleins de nucules, on a affaire à une variété botanique fertile comme la consoude officinale.
On compte de nombreuses espèces et variétés de consoudes. Parmi les nombreuses variétés, certaines sont adaptées aux régions froides (Baltique) et d'autres aux climats équatoriaux. Plusieurs variétés ont été cultivées par des milliers d'exploitations à des fins fourragères :

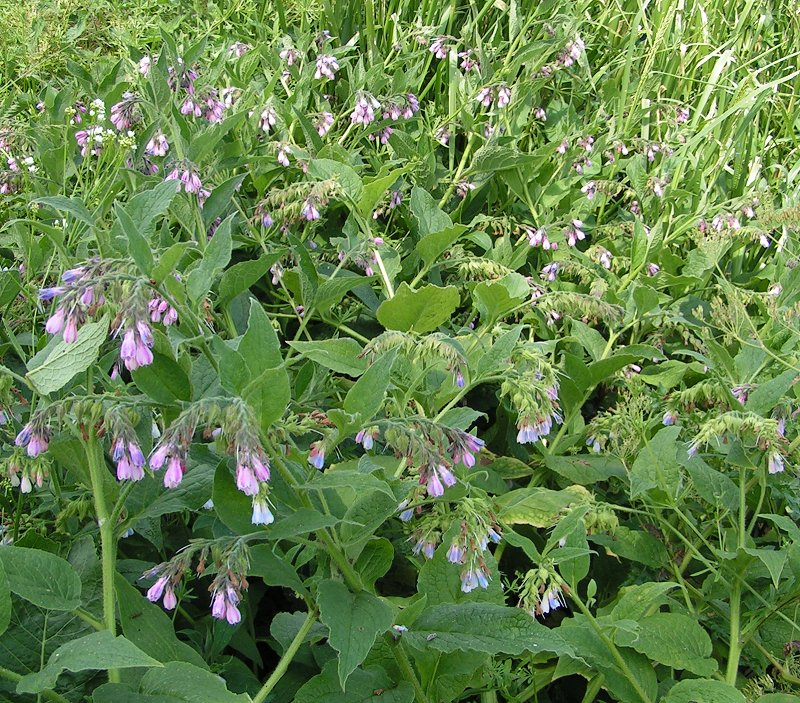
Consoude de Russie

- La consoude de Russie : ce nom n'est pas réservée à une espèce précise. Il s'agit en réalité d'une appellation populaire fourre-tout qui comprend des variétés de grand développement pour un usage agricole, aussi bien hybrides que non, et importées de Russie en Angleterre dans le but d'un usage agricole.
- Symphytum asperum Lepech. (1805) (ou Symphytum asperrimum Sims) : consoude rude ou consoude hérissée, aux clochettes rose bengale virant au bleu de cobalt. La plus rude au toucher. Grand développement, entre dans le groupe dit « de Russie ».
- S. bulbosum K.F.Schimp : consoude bulbeuse Rare, très ressemblante à S. tuberosum, à fleurs blanc-jaune, elle ne présente pas l'intérêt agricole ni thérapeutique des autres consoudes.
- Symphytum caucasicum M.Bieb : consoude du Caucase, a été importée en Angleterre en 1811 pour évaluer ses qualités fourragères (médiocres) alors que la consoude de Russie avait été importée en Angleterre vers la fin du XVIIIe siècle. Aux clochettes bleues, cette espèce a donné naissance à des cultivars horticoles tels que 'Variegatum' au feuillage panaché, S.caucasicum 'Eminence' ou S.caucasicum 'Norwich Sky'.
- S. floribundum Shuttlew. ex E.P.Bicknell : consoude à nombreuses fleurs
- S.grandiflorum DC. : consoude à grande fleur qui se reconnaît à ses stolons. Sa corolle longue de 2,5 cm a également inspiré les horticulteurs : Blaueglocken (bleu ciel), Goldsmith (aux feuilles liserées de jaune, fleur crème), Hidcote blue (bleu tendre à blanc), Hidcote Pink (rose saumoné à blanc), Indigo (bleu)
- S. ibericum Stev à la longue floraison a donné naissance à de nombreux cultivars horticoles diversement colorés : All Gold (feuillage doré), Gold in spring, Jubilee, Lilicinum Pink Robins, Variegatum, Wisley Blue, Miraculum… Cette variété est souvent donnée à tort comme synonyme de la consoude à grandes fleurs en raison de leurs caractères voisins.
- Symphytum officinale L. (1753) : consoude officinale ou grande consoude, décrite dans tous les livres de botanique. Il existe plusieurs variations dans la couleur des fleurs. En principe blanc crème, il existe une variété S. officinale var. patens de couleur mauve également très répandue. Les tiges sont ailées. Les consoudes officinales sont les plus fréquentes en raison de leur dissémination par graines.
- Symphytum orientale L. (synonyme possible Sympytum tauricum Willd.) : consoude d'Orient, petite aux feuilles en forme de cœur, fleurs blanches peut se rencontrer sur le littoral européen atlantique.
- S. peregrinum Ledeb. : consoude voyageuse
- S. tuberosum L. : consoude tubéreuse Elle se différencie par son faible développement et sa résistance à la sécheresse. Se rencontre dans les régions méridionales jusqu'en Corse.
- S. ×rubrum : consoude pourpre elle est issue d'un croisement entre S. ibericum et S. officinale.
- S. ×uplandicum Nyman (1854) : consoude de Russie hybride : résultant de l'hybridation naturelle ou non de S.asperum et S. officinale. Les variations dépendent de celles de la consoude officinale du parent. Elles sont bien plus vigoureuses en général que leurs parents et ne donnent pas (ou très rarement) de graines. Le terme de consoude voyageuse Symphytum peregrinum Ledeb. est généralement donné comme équivalent à la Consoude hybride (S. ×uplandicum). Cependant certaines publications en font une description à part. Il pourrait s'agir d'une confusion ou simplement du fait que cette consoude hybride (aux fleurs bleues et aux boutons roses) décrite à l'origine comme un type particulier, ait simplement rejoint la classe plus générale des hybrides.

Seules les consoudes officinale, tubéreuse et bulbeuse sont indigènes en France, les autres sont subspontanées (échappées des cultures).
Les consoudes hybrides sont soit spontanées lorsque les parents croissent dans le voisinage, soit artificielles. Les consoudes hybrides sont le plus souvent dispersées par les cultures (subspontanées). Par ailleurs, les consoudes ont été plantées le long des chemins de pèlerinage pour qu'elles soient disponibles partout pour un usage médicinal.
La consoude officinale a donné des cultivars ornementaux : S. o. aureum et argenteum au feuillage panaché jaune ou blanc. S. o. coccineum (bleu), purpureum (pourpre). S. o. Empire (pourpre violacé) qui est stérile pourrait être un hybride… Aureo-variegatum est un cultivar au feuillage panaché de jaune de la consoude hérissée.
D'autres variétés sont connues sous le nom de :
- consoude bleue (S. azureum), variété frêle
- consoude cordée (S. cordatum) de petite taille utilisée en horticulture.

et pour donner un vertige supplémentaire : S. echinatum, S. micum, S. gussonei, S. hajastanum, S. icaricum, S. insulare, S. carpatinensis S. kurdicum, S. longipetiolatum, S. longisetum, S. mediterraneum, S. naxicola S. nodosum, S. ottomanum, S. palaestinum, S. pseudobulbosum, S. savvalense S. sepulcrale, S. sylvaticum, S. zeyheri, S. bohemicum F. W. Schmidt 1794, S. uliginosum Kern., S. foliosum Rehm., S. leonhardtianum Pugsley, S. ×polonicum Bocki, S. × var. glabrescens Nickl., S. tanaicense Stev., S. × ullepitschii Wettst. La détermination exacte est comme de coutume une affaire de spécialiste.

#### Les sélections de Bocking
L'histoire de la consoude est, on le voit, très liée à l'Angleterre et rien d'étonnant que sa popularité lui ait fait gagner ses lettres de noblesse dans ce pays. À partir de 1955, la H.D.R.A.(Henry Doubleday Research Association), en la personne de Lawrence D. Hills, a procédé à des études comparatives dans sa station anglaise de Bocking, Braintree Essex. Cette station a étudié les différentes souches et a notamment sélectionné un hybride no 14 particulièrement intéressant pour le jardin et un hybride no 4 idéal pour l'usage fourrager. Cette association jouit d'une notoriété mondiale et la culture biologique a trouvé son synonyme anglais de « comfrey gardening ». Elle continue entre autres son programme de vulgarisation de la consoude à Ryton on Dunsmore, COVENTRY CV8 3LG. Elle doit son nom à l'introducteur de la Consoude de Russie en Angleterre. Cultivars horticoles: S.x U. Variegatum (panaché) ; S.x U.Jenny Swales…

## Utilisation
Très utilisée en permaculture, avec ses profondes racines, la consoude ramène du sous-sol de nombreux oligo-éléments et minéraux. C'est pour cette raison qu'on plante souvent des consoudes autour des arbres fruitiers. En effet, les deux plantes ne se font pas concurrence puisque leurs racines sont situées à différents niveaux de profondeur. C'est surtout pour la potasse que l'effet-consoude est le plus efficace (ce qui en fait un excellent engrais pour pomme de terre et tomate). Le tableau ci-dessous en révèle la richesse, d'autant plus qu'il existe peu d'engrais organiques potassiques. La sélection « Bocking 14 » est la plus douée à cet égard, car elle en fixe deux fois plus que la consoude officinale. C'est pour cette raison que la saveur des feuilles est amère et donc déconseillée pour l'alimentation de bestiaux et l'usage humain. Le rapport carbone/azote de la consoude fanée est de 9,8, soit celui d'un compost très mûr. C'est pour cette raison que Hills l'a nommée « instant-compost » : elle est utilisable en l'état (fanée) par le jardinier parce qu'elle ne provoque pas de faim d'azote.
|                     | % eau | % azote | % phosphore | % potasse | C/N |
| fumier              | 76    | 0,64    | 0,23        | 0,32      | 14  |
| consoude fanée      | 75    | 0,74    | 0,24        | 1,19      | 9,8 |
| compost de consoude | 32    | 0,55    | 0,91        | 3,04      | 7,8 |
| compost             | 76    | 0,5     | 0,27        | 0,81      | 20  |

### Le purin de consoude
Le purin de consoude se prépare en laissant macérer 1 kg de consoude dans un récipient non métallique contenant 10 litres d'eau de pluie. Il sera utilisé dilué à 10 %. Une autre méthode de fabrication est possible sans adjonction d'eau.
Ce purin contient du calcium, du fer, du magnésium, du cuivre, du potassium, du bore, du manganèse, et du zinc.

### Plante médicinale
Riche en calcium, potassium, phosphore (pour plus d'informations, voir Consoude officinale), fer et silice, la consoude est très utile en traitement d’appoint par cataplasme pour faciliter la cicatrisation de plaies ou de fractures.

## Culture
La consoude est une plante assez facile à multiplier. On procède généralement par semis au printemps, par division des touffes devenues importantes avec l'âge, ou par bouture de racines en hiver. Il est conseillé de ne prélever qu'un tiers environ des racines afin que la plante mère puisse reprendre sans difficultés. Mis à l'abri les premiers temps, sous un châssis par exemple, ces jeunes plants, par une exposition progressive à un climat normal, permettront au jardinier amateur d'obtenir un nombre important de rejetons.
Les jardiniers s’intéressent à la culture de la consoude, en plus de ses qualités ornementales, dans le but d’en récolter les feuilles plus tard, et d’en faire du purin de consoude. La sélection bocking 14 est recommandée dans ce cas. Non seulement, parce qu’elle est la plus riche en éléments fertilisants, mais aussi parce qu’elle est stérile, et donc n’est pas envahissante pour le jardin. Cette variété de consoude ne se multiplie que par bouture.
La culture de la consoude est facile. Une fois le terrain bien préparé, il faut planter les boutures de consoude à 5 à 7 cm de profondeur, puis à 60 cm dans le rang et 60 cm entre les rangs. Il n’y a pas de soin particulier à apporter quant au suivi de sa plantation.

## Symbolique

### Calendrier républicain
- Dans le calendrier républicain, la Consoude était le nom attribué au 16e jour du mois de floréal[14], généralement chaque 5 mai du calendrier grégorien.